# Euphrasia davidssonii
Euphrasia davidssonii — вид квіткових рослин родини вовчкових (Orobanchaceae).

## Поширення
Флора Ісландії.